# The Net (série de televisão)
The Net foi uma série de televisão de 1998 baseada no filme homônimo lançado em 1995. Os 22 episódios foram produzidos em Vancouver, British Columbia, Canadá e mostrados na rede de televisão por cabo norte-américana USA Network.

## Elenco
- Brooke Langton ...Angela Bennett (22 episódios, 1998-1999)
- Joseph Bottoms ...Shawn Trelawney (19 episódios, 1998-1999)
- Eric Szmanda ...Jacob Resh / ... (13 episódios, 1998-1999)
- Mackenzie Gray ...Greg Hearney (11 episódios, 1998-1999)
- Jim Byrnes ...Mr. Olivier (9 episódios, 1998-1999)
- Tim Curry ...Sorcerer (9 episódios, 1998)
- e outros